# لينكولن ويذرز
لينكولن ويذرز (بالإنجليزية: Lincoln Withers)‏ هو لاعب دوري الرغبي أسترالي، ولد في 7 مايو 1981 في كانبرا في أستراليا.